# Conny de Beauclair

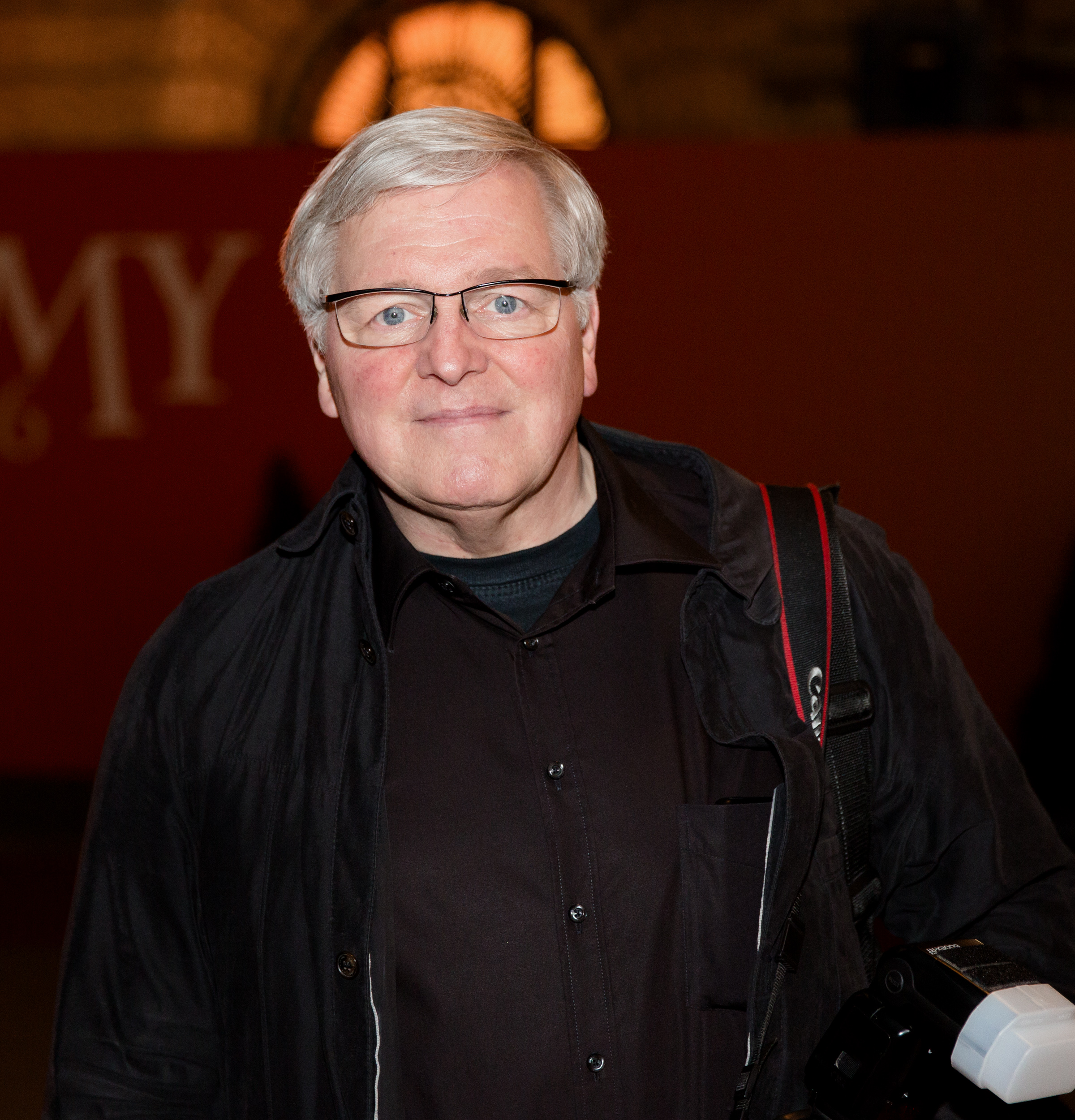
Conny de Beauclair (2016)

Conny de Beauclair (voller Name und in Deutschland anerkannter Adelstitel: Constantin Marquis de Rouville dictet de Beauclair; * 23. Februar 1952 im Münchner Ortsteil Tivoli) ist ein österreichischer Türsteher und Szenefotograf.

## Leben und Wirken
Conny de Beauclair stammt von französischen Calvinisten des 17. Jahrhunderts ab. 1972 kam er nach Wien, um dort seine Schulausbildung zu beenden. Beauclair arbeitete zunächst als Chauffeur, später als Türsteher im Club Montevideo im St. Annahof. Später erlangte er als Türsteher der Wiener Szene-Diskothek U4 Bekanntheit. Hier lernte er auch den österreichischen Musiker Falco kennen, als dieser noch relativ unbekannt war und das U4 zu seinen Stammlokalen zählte. Mittlerweile organisiert de Beauclair jedes Jahr zum Todestag seines 1998 verstorbenen Freundes eine Falco-Gedenknacht.

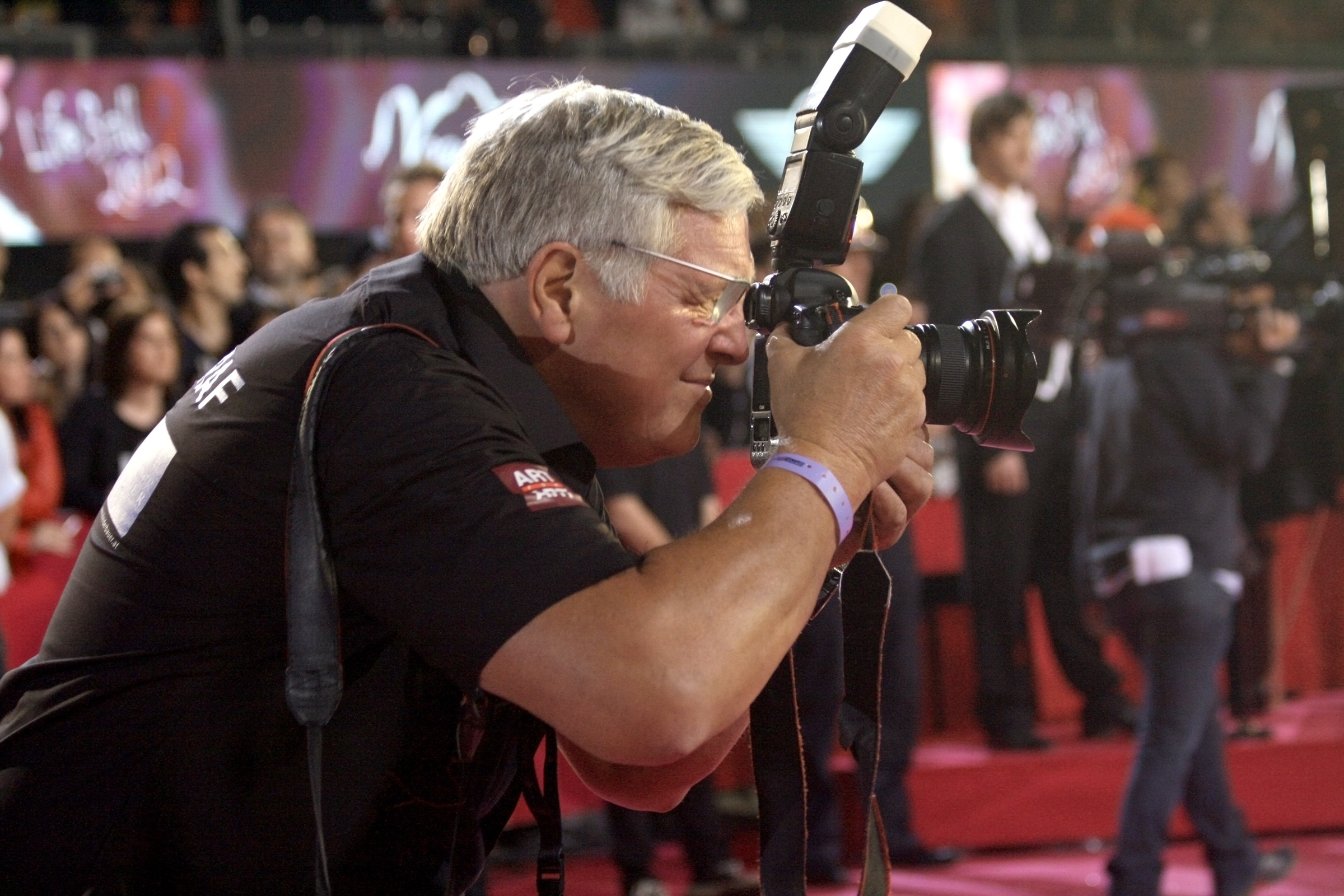
Conny de Beauclair (Life Ball 2012)

Neben seiner Tätigkeit als Türsteher ist Conny de Beauclair auch als Szenefotograf aktiv. Er fotografiert seit rund 20 Jahren das Wiener Nachtleben und betreibt seit dem Jahr 2000 die Website conny.at, auf der über 700.000 seiner Fotos zu sehen sind. Im selben Jahr erschien anlässlich des 20-jährigen Jubiläums des U4 das Buch Conny de Beauclair präsentiert 20 Jahre U4, das zahlreiche seiner Fotos beinhaltet. Zehn Jahre später erschien der Fotoband Conny de Beauclair präsentiert 30 Jahre U4. Des Weiteren wirkte Beauclair in den Filmen „Vollgas“ (2002), „Haider lebt – 1. April 2021“ (2002) und „Falco – Hoch wie nie“ (1998) mit.
2010 wurde ihm das Silberne Verdienstzeichen des Landes Wien verliehen.